# Gradini in marmo che conducono alla Basilica di Santa Maria in Aracoeli a Roma
Gradini in marmo che conducono alla Basilica di Santa Maria in Aracoeli a Roma, o  Scalinata di marmo che conduce alla Basilica di Santa Maria in Aracoeli a Roma, chiamato in danese Marmortrappen, som fører op til kirken Santa Maria in Aracoeli i Rom, è un dipinto del pittore danese Christoffer Wilhelm Eckersberg realizzato nel 1814-1816 e conservato al Statens Museum for Kunst di Copenaghen in Danimarca.

## Descrizione
Il dipinto fu realizzato durante il soggiorno di tre anni a Roma di Eckersberg. La basilica di Santa Maria in Aracoeli si trova al Campidoglio. Eckersberg realizzò il dipinto ambientandolo al mattino quando la facciata in mattoni decorati della basilica è ancora all'ombra. Ha scelto una posizione bassa per ottenere linee diagonali e verticali nel dipinto. Il fulcro del dipinto è l'anonimo insediamento medievale lungo la rampa le cui pareti sono ricoperte di intonaco fiammeggiante e alterato dagli agenti atmosferici. Questi edifici furono demoliti nel XIX secolo quando fu eretto il Vittoriano.